# فرنسيسكو أندرادي مارين
فرنسيسكو أندرادي مارين هو سياسي إكوادوري، ولد في 15 نوفمبر 1841 في كيتو في الإكوادور، وتوفي بنفس المكان في 6 سبتمبر 1935 بسبب ذات الرئة. حزبياً، نشط في Ecuadorian Radical Liberal Party ‏.

## مناصب
- انتخب عمدة كيتو [الإنجليزية]‏ (1905 – 31 ديسمبر 1905).
- انتخب عمدة كيتو [الإنجليزية]‏ (1892 – 31 ديسمبر 1892).
- انتخب عمدة كيتو [الإنجليزية]‏ (1888 – 31 ديسمبر 1888).
- انتخب عمدة كيتو [الإنجليزية]‏ (1878 – 31 ديسمبر 1878).